# Ai Gotō
Ai Gotō (jap. 後藤 愛, Gotō Ai; * 20. Oktober 1983 in der Präfektur Gifu) ist eine japanische Badmintonspielerin. Sie spielt für die Werksmannschaft der NTT East.

## Karriere
Ai Gotō belegte bei der Badminton-Weltmeisterschaft 2009 und der Badminton-Weltmeisterschaft 2010 jeweils Platz neun im Dameneinzel. Bei den Asienspielen 2010 und den Denmark Open des gleichen Jahres erkämpfte sie sich Platz fünf. Mit dem japanischen Frauenteam wurde Goto Dritte bei der Team-WM im Uber Cup 2010.

## Sportliche Erfolge
| Saison | Veranstaltung        | Disziplin   | Platz | Name    |
| ------ | -------------------- | ----------- | ----- | ------- |
| 2009   | Osaka International  | Dameneinzel | 1     | Ai Goto |
| 2009   | Weltmeisterschaft    | Dameneinzel | 9     | Ai Goto |
| 2010   | Weltmeisterschaft    | Dameneinzel | 9     | Ai Goto |
| 2010   | Denmark Open         | Dameneinzel | 5     | Ai Goto |
| 2010   | Asienspiele          | Dameneinzel | 5     | Ai Goto |
| 2010   | Uber Cup             | Damenteam   | 3     | Japan   |
| 2012   | Polish International | Dameneinzel | 1     | Ai Goto |